# Calca-mar

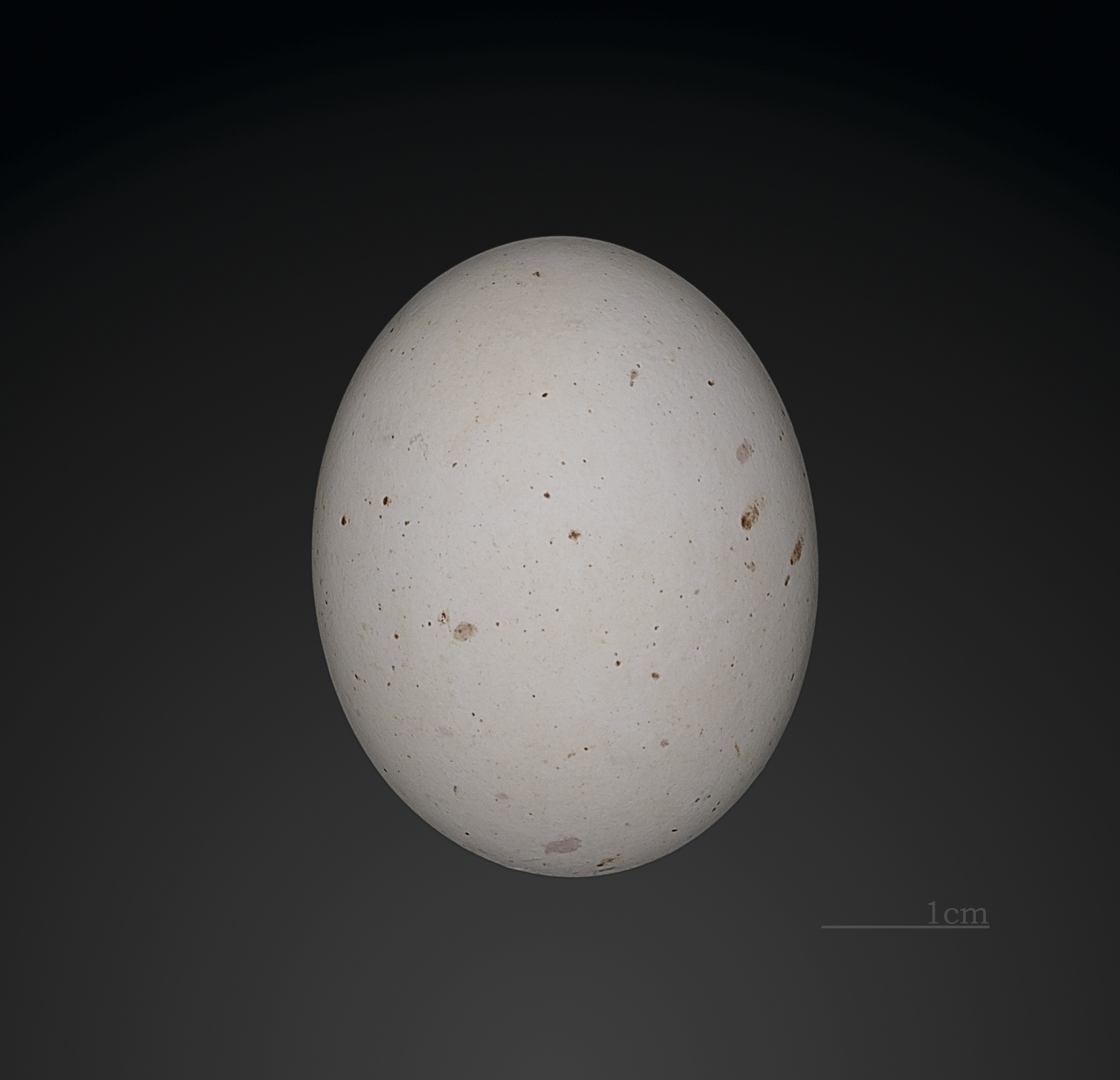
Pelagodro mamarina - MHNT

O calca-mar  ou calcamar (Pelagodroma marina), por vezes descrito como painho-de-ventre-branco, é uma pequena ave marinha pertencente à família Oceanitidae. Distingue-se dos outros painhos pela plumagem cinzenta nas partes superiores e branca nas faces e nas partes inferiores.
Este painho nidifica nas ilhas Selvagens e no arquipélago de Cabo Verde. A sua ocorrência nas águas da ZEE de Portugal Continental é bastante rara, embora possa passar despercebido devido às suas pequenas dimensões.

## Subespécies
São reconhecidas seis subespécies:
- Pelagodroma marina marina (Latham, 1790): Ilhas Tristão da Cunha e Gough.
- Pelagodroma marina albiclunis (Murphy & Irving, 1951): Ilhas Kermadec.
- Pelagodroma marina dulciae (Mathews, 1912): Ilhas australianas a oeste e sul do continente.
- Pelagodroma marina eadesi (Bourne, 1953): Ilhas de Cabo Verde e Canárias.
- Pelagodroma marina hypoleuca (Webb, Berthelot & Moquim-Tandon, 1842): Ilhas Selvagens.
- Pelagodroma marina maoriana (Mathews, 1912): Ilhas próximas da Nova Zelândia.

## Conservação
Esta espécie encontra-se listada no Livro Vermelho dos Vertebrados de Portugal com o estatuto de Vulnerável.